# High Plains (Austrália)
O High Plains no Sudeste da Austrália é uma região ou, mais rigorosamente uma série de áreas adjacentes, a Cordilheira australiana ("Great Dividing Range"). A região é utilizada como campo de pastagem de verão desde o 1830.